# Ànec arbori menut
L'ànec arbori menut (Dendrocygna javanica) és una espècie d'ocell de la família dels anàtids (Anatidae) que habita pantans, llacs i camps d'arròs des del Pakistan, el Nepal, sud de la Xina, Hainan, Taiwan i les illes Ryukyu, cap al sud, a través de l'Índia, Myanmar, Tailàndia, Indoxina i Malaia fins a Sri Lanka, Andaman, Nicobar, Sumatra i les properes Bangka, Belitung i Mentawi, sud-oest de Borneo, Java, Sumbawa i Flores.